# Sandro De Feo
Sandro De Feo (Modugno, 18 novembre 1905 – Roma, 2 agosto 1968) è stato uno scrittore, giornalista e sceneggiatore italiano.

## Biografia
Ha operato poco a Modugno (in provincia di Bari), sua città natale, ma ha sempre conservato il ricordo della vita del paese agricolo.
Laureatosi in legge a Roma, ha collaborato come critico letterario e cinematografico per diverse testate italiane: Il Messaggero, Corriere della Sera, L'Espresso, La Stampa, Il Mondo, L'Europeo.
Scrisse diversi saggi d'arte e tre romanzi: Gli inganni (1962), La Giudìa (1963), I cattivi pensieri (1967).
Dagli anni Trenta fu sceneggiatore per la Cines di Emilio Cecchi.
In diverse occasioni, fece parte della giuria della Mostra Internazionale d'Arte Cinematografica di Venezia. Fra gli altri, componevano con Sandro De Feo la giuria dell'edizione del 1952 Filippo Sacchi, Giuseppe Ungaretti e Enrico Falqui.

## Filmografia

### Soggetti e sceneggiature
- Ragazzo regia di Ivo Perilli (1934) - soggetto
- Lo smemorato, regia di Gennaro Righelli (1936) - sceneggiatura
- Re di denari, regia di Enrico Guazzoni (1936) - sceneggiatura
- Senza cielo, regia di Alfredo Guarini (1940) - sceneggiatura
- È caduta una donna, regia di Alfredo Guarini (1941), co - sceneggiatura
- Documento Z 3. regia di Alfredo Guarini (1942), co - sceneggiatura
- La morte civile, regia di Ferdinando Maria Poggioli (1942) - sceneggiatura
- Una piccola moglie, regia di Giorgio Bianchi (1943) - sceneggiatura
- Marechiaro, regia di Giorgio Ferroni (1949) - soggetto e sceneggiatura
- Europa '51, regia  di Roberto Rossellini (1952) sceneggiatura
- Tre storie proibite, regia di Augusto Genina (1952) - soggetto e sceneggiatura
- La provinciale, regia di Mario Soldati (1953) - sceneggiatura
- La Celestina P... R..., regia di Carlo Lizzani (1965) - sceneggiatura

## Riconoscimenti
Nel 1961 ha vinto il Premiolino per l'articolo Saragat: ecco perché si parla di una mia conversione.